# Jacqueline Lölling
Jacqueline Lölling, född 6 februari 1995 i Siegen, är en tysk idrottare som tävlar i skeleton.
Lölling vann en silvermedalj vid de olympiska vinterspelen 2018 i Pyeongchang. Vid olika världsmästerskap har hon vunnit tre guld-, tre silver- och en bronsmedalj.
Hon arbetar till vardags för den tyska federala ordningspolisen Bundespolizei.